# Бугаєв Олексій Іванович
Олексій Бугаєв (рос. Алексей Бугаев; 25 серпня 1981, Москва — 29 грудня 2024) — російський футболіст, що грав на позиції захисника. Вихованець московської ФШМ «Торпедо». Учасник чемпіонату Європи з футболу 2004 року в складі збірної Росії. Володар Суперкубка Росії.

## Клубна кар'єра
Народився в 1981 році в Москві. Батько — Іван Іванович, мати — Валентина Миколаївна. Олексій друга дитина в сім'ї, у нього є старший брат Сергій та молодші брат Андрій, а також сестра Юлія. Спочатку сім'я жила в комунальній квартирі на Арбаті, згодом переїхала в окрему квартиру в районі «Спортивної». З трьох до шести років Олексій серйозно займався гімнастикою, в подальшому навчався в школі № 168 зі спортивним ухилом, грав у футбол у дворовій команді на полях прилеглих до Лужників, де його помітили тренери ФШМ. Першим тренером Бугаєва був Юрій Павлович Карнов.
Молоді футболісти ФШМ «Торпедо» 1981 року народження виграли першість Росії в своєму віці, Бугайєв був визнаний найкращим захисником турніру, і його в числі інших молодих гравців запросили в дубль «Торпедо». Регулярно граючи протягом двох наступних років за дублюючий склад під керівництвом тренера Сергія Петренка, Бугайєв залучався й до матчів основного складу чорно-білих. Дебютував у першій команді в травні 2001 року в матчі проти саратовського «Сокола», всього в тому сезоні провів два матчі у вищій лізі.
На запрошення Валерія Петракова, провів один рік в першому дивізіоні в клубі «Том», де був визнаний найкращим захисником команди, після чого повернувся в «Торпедо».
У складі чорно-білих Бугайов провів успішний сезон 2004 року, був запрошений Георгієм Ярцевим у національну збірну, поїхав в її складі на чемпіонат Європи в Португалію. У міжсезоння керівництво «Торпедо» вирішило прийняти пропозицію про продаж Бугаєва в московський «Локомотив».
З «Локомотивом» Бугаєв уклав трирічний контракт з можливістю продовження ще на рік. У складі залізничників футболіст провів сезон 2005 року, після чого знову поїхав до Томська. З 2006 року регулярно виступав за «Том» у матчах російської прем'єр-ліги, на початку 2008 року підписав з клубом новий річний контракт.
28 серпня 2008 підписав контракт з ФК «Хімки» до кінця сезону, але за підмосковний клуб так жодного разу і не зіграв. Контракт продовжений не був.
У липні 2009 року на правах вільного агента став гравцем ФК «Краснодар». В середині травня 2010 року контракт з Бугаєвим був розірваний за обопільною згодою сторін.

### Дисципліна
Існує думка, що талант футболіста в повній мірі так і не розкрився. Виною тому — проблеми з дисципліною, пов'язані з надмірним вживанням алкоголю. За словами колишнього футболіста «Торпедо» Дмитра Бородіна, іноді Олексій «пропадав на тиждень і його було не знайти».

## Виступи за збірну
2004 року дебютував в офіційних матчах у складі національної збірної Росії. Протягом кар'єри у національній команді, яка тривала 2 роки, провів у формі головної команди країни 7 матчів. У складі збірної був учасником чемпіонату Європи 2004 року у Португалії (2 матчі). Окрім того, зіграв один матч за олімпійську збірну країни.

## Після завершення кар'єри
Завершивши кар'єру футболіста, Бугайов зайнявся вантажоперевезеннями, а також відкрив пункт прийому макулатури. 1 листопада 2023 року Бугаєва було знайдено з півкілограмом мефедрону. Було розпочато кримінальне впровадження, йому загрожувало від 15 то 20 років в'язниці. Футболіст пояснив подібний вчинок складним фінансовим становищем. Під час ув'язнення вирішив підписати контракт із російською армією, був убитий в Україні під час російсько-української війни.

## Статистика виступів

### Клубна
| Клуб                 | Сезон             | Ліга  | Ліга | Кубок | Кубок | Єврокубки | Єврокубки | Загалом | Загалом |
| Клуб                 | Сезон             | Матчі | Голи | Матчі | Голи  | Матчі     | Голи      | Матчі   | Голи    |
| -------------------- | ----------------- | ----- | ---- | ----- | ----- | --------- | --------- | ------- | ------- |
| «Торпедо» (Москва)   | 2001              | 2     | 0    | 0     | 0     | —         | —         | 2       | 0       |
| «Торпедо» (Москва)   | Загалом           | 2     | 0    | 0     | 0     | —         | —         | 2       |         |
| «Том»                | 2001              | 6     | 0    | 0     | 0     | —         | —         | 6       | 0       |
| «Том»                | 2002              | 28    | 1    | 2     | 0     | —         | —         | 30      | 0       |
| «Том»                | Загалом           | 34    | 1    | 2     | 0     | —         | —         | 36      | 1       |
| «Торпедо» (Москва)   | 2003              | 19    | 0    | 2     | 0     | 3         | 0         | 24      | 2       |
| «Торпедо» (Москва)   | 2004              | 20    | 0    | 0     | 0     | —         | —         | 20      | 0       |
| «Торпедо» (Москва)   | Загалом           | 39    | 0    | 2     | 0     | 3         | 0         | 44      | 0       |
| «Локомотив» (Москва) | 2005              | 8     | 0    | 2     | 0     | 3         | 0         | 13      | 0       |
| «Локомотив» (Москва) | Загалом           | 8     | 0    | 2     | 0     | 3         | 0         | 10      | 0       |
| «Том»                | 2006              | 28    | 1    | 0     | 0     | —         | —         | 28      | 1       |
| «Том»                | 2007              | 17    | 0    | 3     | 0     | —         | —         | 20      | 0       |
| «Том»                | 2008              | 9     | 0    | 0     | 0     | —         | —         | 9       | 0       |
| «Том»                | Загалом           | 54    | 1    | 3     | 0     | —         | —         | 57      | 1       |
| «Краснодар»          | 2009              | 14    | 0    | 0     | 0     | —         | —         | 14      | 0       |
| «Краснодар»          | 2010              | 6     | 0    | 0     | 0     | —         | —         | 6       | 0       |
| «Краснодар»          | Загалом           | 20    | 0    | 0     | 0     | —         | —         | 20      | 0       |
| Усього за кар'єру    | Усього за кар'єру | 157   | 2    | 9     | 0     | 6         | 0         | 172     | 2       |

### У збірній
| № | Дата              | Суперник   | Рахунок | Голи Бугаєва | Змагання                     |
| 1 | 25 травня 2004    | Австрія    | 0:0     | -            | Товариський матч             |
| 2 | 16 червня 2004    | Португалія | 0:2     | -            | Фінальні матчі ЧЄ-2004       |
| 3 | 20 червня 2004    | Греція     | 2:1     | -            | Фінальні матчі ЧЄ-2004       |
| 4 | 9 жовтня 2004     | Люксембург | 4:0     | -            | Кваліфікаційні матчі ЧС-2006 |
| 5 | 13 жовтня 2004    | Португалія | 1:7     | -            | Кваліфікаційні матчі ЧС-2006 |
| 6 | 17 листопада 2004 | Естонія    | 4:0     | -            | Кваліфікаційні матчі ЧС-2006 |
| 7 | 9 лютого 2005     | Італія     | 0:2     | -            | Товариський матч             |

Разом: 7 матчів / 0 голів; 3 перемоги, 2 нічиїх, 3 поразки.

## Досягнення
- Прем'єр-ліга (Росія)
  -  Бронзовий призер (1): 2005

- Суперкубок Росії
  -  Володар (1): 2005

- Кубок Співдружності
  -  Володар (1): 2005